# Polystachya transvaalensis
Polystachya transvaalensis är en orkidéart som beskrevs av Rudolf Schlechter. Polystachya transvaalensis ingår i släktet Polystachya och familjen orkidéer. Inga underarter finns listade i Catalogue of Life.